# Vincent Triest
Vincent Triest – holendersko-albański dziennikarz.
Pracuje jako korespondent zagraniczny dla albańskiego dziennika Rilindja Demokratike w Holandii.